# 紙屋正和
紙屋 正和（かみや まさかず、1947年8月28日 - 2018年5月13日）は、日本の東洋史学者。専門は中国古代史、特に漢代の地方行政制度や郡県制の研究で知られる。福岡大学名誉教授。

## 経歴
鹿児島県出身。1970年に鹿児島大学法文学部文学科東洋史専攻を卒業後、九州大学大学院文学研究科史学（東洋史）専攻に進学。1974年に同大学院を修了し、九州大学助手を経て、1976年より福岡大学に着任。講師、助教授を経て、1985年から福岡大学人文学部歴史学科教授を務めた。
2008年、九州大学より博士（文学）の学位を取得。学位論文のタイトルは「漢時代における郡県制の展開」である。

## 著書
- 『漢時代における郡県制の展開』（朋友書店、2009年）ISBN 9784892811210[3]
- 『漢代郡県制的展開』（朱海浜訳、復旦大学出版社、2016年）[5]
- 「前漢時代の郡国制と税役制度」『名古屋大学東洋史研究報告』第37号、2013年[5]
- 「後漢時代における地方行政と三公制度」『福岡大学人文論叢』第34巻第4号、2003年[5]

## 所属学会
- 東洋史研究会[3]
- 東方学会[3]
- 史学会[5]